# Gonostygia agonax
Gonostygia agonax är en fjärilsart som beskrevs av Druce 1890. Gonostygia agonax ingår i släktet Gonostygia och familjen nattflyn. Inga underarter finns listade i Catalogue of Life.